# サリナ語
サリナ語(Salinan language)は、アメリカ合衆国カリフォルニア州のサリナ族によって話されていた言語。現在は死語になっている。

## 概要
サリナ語は、カリフォルニア州太平洋岸のサリナス・バレー一帯で話されていた言語で、北は現在のモントレー郡キングシティーから南はサンルイスオビスポ郡パソロブレスに至る地域に分布していた。
西洋人との接触前の人口は約2000人から3000人と推定されている。
最後の話者は1950年代末か1960年代はじめに死亡した。

## 系統
サリナ語は孤立した言語だが、仮説的なホカ大語族に所属する可能性がある。